# Sawkuds Dsabojewitsch Dsarassow
Sawkuds Dsabojewitsch Dsarassow (russisch Савкудз Дзабоевич Дзарасов; * 5. Januar 1930 in Silga, Nordossetien-Alanien, Russische Sowjetrepublik; † 12. Juli 1990) war ein sowjetischer Ringer nordossetischer Herkunft. Er war Gewinner der Bronzemedaille bei den Olympischen Spielen 1960 im freien Stil im Schwergewicht.

## Werdegang
Sawkuds Dsarassow wuchs in Ordschonikidse in Nordossetien auf und begann dort als Jugendlicher mit dem Ringen. Als Angehöriger der Sowjetarmee wurde er in verschiedenen Städten stationiert und wurde nach 1953 mehrmals Meister von Moskau, der Ukraine und der RSFSR im freien Stil im Schwergewicht. Bis 1956 beherrschte in der Sowjetunion Arsen Mekokischwili das Geschehen in der Gewichtsklasse von Dsarassow. Als dieser 1957 zurücktrat, kämpfte Sawkuds Dsarassow mit Iwan Wykristjuk und Omar Kandelaki um die Vorherrschaft in der Sowjetunion im Schwergewicht. Schließlich konnte sich Dsarassow ab 1958 durchsetzen. In diesem Jahr gewann er in Abwesenheit von Kandelaki und Wykristjuk die sowjetische Meisterschaft vor V. Batlidse und Sitko. 1959 siegte er auch bei der II. Spartakiade der UdSSR im Schwergewicht vor Iwan Wykristjuk und dem jungen Alexander Medwed.
Im gleichen Jahr wurde Sawkuds Dsarassow auch bei der Weltmeisterschaft in Teheran eingesetzt. Er gewann dort zwei Kämpfe und rang gegen Pietro Marascalchi aus Italien und gegen Hamit Kaplan aus der Türkei unentschieden, womit er sich den 3. Platz und damit die WM-Bronzemedaille erkämpfte. 1959 besiegte Sawkus in einem Länderkampf der RSFSR gegen Ungarn János Reznák nach Punkten.
Obwohl Dsarassow bei den sowjetischen Meisterschaften 1960 im Schwergewicht nur den 3. Platz hinter Omar Kandelaki und Alexander Wladimirowitsch Iwanizki belegte, wurde er zu den Olympischen Spielen nach Rom entsandt. Er gewann dort seine ersten vier Kämpfe, worunter auch Siege über Pietro Marascalchi und den früheren Olympiasieger und mehrfachen Weltmeister Bertil Antonsson aus Schweden waren, verlor aber dann gegen Hamit Kaplan nach Punkten und musste gegen den Deutschen Wilfried Dietrich sogar eine Schulterniederlage einstecken. Er gewann damit aber immerhin die olympische Bronzemedaille.
Ab 1961 wurde Sawkuds Dsarassow in der Sowjetunion von Alexander Medwed und Alexander Iwanizki abgelöst. Er kam deshalb zu keinen weiteren Einsätzen bei internationalen Meisterschaften mehr. Er nahm seinen Abschied aus der Sowjetarmee und studierte in Wladikawkas Sport. Danach arbeitete Dsarassow lange Jahre als Leiter der Sportorganisation der Gewerkschaften von Nordossetien.

## Internationale Erfolge
(OS = Olympische Spiele, WM = Weltmeisterschaft, F = freier Stil, S = Schwergewicht, damals über 87 kg Körpergewicht)
- 1957, 2. Platz, III. Internationale Sportspiele in Moskau, F, S, hinter Jussein Mechmedow, Bulgarien und vor Ljutwi Dschiber Achmedow, Bulgarien;
- 1959, 3. Platz, WM in Teheran, F, S, mit Siegen über Yaqub-Ali Shourvazi, Iran und Lucjan Sosnowski, Polen und Unentschieden gegen Pietro Marascalchi, Italien und Hamit Kaplan, Türkei;
- 1960, Bronzemedaille, OS in Rom, F, S, mit Siegen über Kaoru Ishiguro, Japan, Yaqub-Ali Schourvazi, Bertil Antonsson, Schweden und Pietro Marascalchi und Niederlagen gegen Hamit Kaplan und Wilfried Dietrich, BRD